# Pterosphenus
Pterosphenus is een geslacht van uitgestorven zeeslangen uit het Eoceen.

## Naamgeving
De geslachtsnaam betekent "vleugelvormig werveluitsteeksel".
Er zijn vijf soorten bekend, Pterosphenus schucherti uit Noord-Amerika (holotype USNM 4047, veertig wervels gevonden in Alabama), Pterosphenus sheppardi uit Zuid-Amerika, Pterosphenus schweinfurthi uit Noord-Afrika (holotype CGM 10194, een reeks wervels) en Pterosphenus biswasi (holotype RUSB 2784-4, een wervel) en Pterosphenus kutchensis uit Azië (holotype RUSB 2721-1, een rompwervel).

## Beschrijving
Hoewel alleen bekend van gedeeltelijke overblijfselen, is er genoeg gevonden van Pterosphenus om te suggereren dat het een groot reptiel was. Op basis van het regressiemodel dat is gebruikt om de lengte van boïden te schatten, ligt de meest betrouwbare lengteschatting tussen tweehonderdvijftig en vierhonderdtachtig centimeter; de grootste wervel kan hebben toebehoord aan een individu met een lengte van vijfhonderdzeventig centimeter. Zijn lichaam was sterk zijdelings samengedrukt als een aanpassing aan het pelagische leven.

## Fylogenie
Pterosphenus behoort tot de infraorde Alethinophidia, een clade die alle slangen omvat behalve blinde- en draadslangen, en meer specifiek tot de uitgestorven Palaeophiidae. Zijn naaste verwant is Palaeophis, die beide tot de onderfamilie Palaeopheinae behoren.

## Paleomilieu en paleoecologie
Pterosphenus was een mariene oceaanbewoner en leefde in de ondiepe zeeën van het toekomstige oosten van de Verenigde Staten (fossielen zijn bekend uit Texas, Louisiana, Mississippi en Arkansas en in het noorden tot New Jersey), Noord-Afrika in de Tethysoceaan (fossielen zijn bekend uit Marokko, Libië en Egypte), Zuid-Amerika (fossielen zijn bekend uit Ecuador) en Zuid-Azië (fossielen zijn bekend uit India). Pterosphenus was een toproofdier van het ecosysteem, waarschijnlijk azend op vissen en weekdieren die in hetzelfde gebied werden gevonden.
Het is zeker dat Pterosphenus basale walvisachtigen van die tijd zou zijn tegengekomen, zoals Zygorhiza, Dorudon en Basilosaurus, hoewel het waarschijnlijk een mix is van niche-partities en leven in verschillende gebieden in het geval van Basilosaurus (die volgens recente vondsten in estuaire ecosystemen leefde) en concurrentie tussen de soorten zou voorkomen.